# لوکا دامیانو
لوکا دامیانو (ایتالیایی: Luca Damiano؛ ‏ ۲۹ اوت ۱۹۴۶) کارگردان فیلم اهل ایتالیا بود.
از فیلم‌هایی که وی در آن نقش داشته‌است، می‌توان به دخترمدرسه‌ای، داستان‌های غیراخلاقی از باکره‌های شهوانی، بازهم حکایت‌های کنتربری سکسی و مرا ببین اشاره کرد.